# Список маршрутних таксі Кременчука
Список маршрутних таксі Кременчука — перелік маршрутів системи маршрутного таксі Кременчука. Усього діє (станом на липень 2017 року) 23 маршрути.
Найкоротшим маршрутом є №1 (Вул. Правобережна — Вул. Юрія Кондратюка) з відстанню 8,08 км, найдовшим — №25 (Вул. Правобережна — Вул. Молодіжна), що з'єднує південно-західну правобережну частину міста (Раківку) з північно-східною (Молодіжне)

## Маршрути
| №   | Кінцева А                                   | Кінцева Б                                           | Відстань, км                             | Вартість, грн (червень 2016) |
| --- | ------------------------------------------- | --------------------------------------------------- | ---------------------------------------- | ---------------------------- |
| 1   | Центральний ринок                           | Вул. Юрія Кондратюка                                | 8,08                                     | 3                            |
| 2   | Артилерійські склади (місцевість Щемилівка) | Вул. Правобережна (місцевість Раківка)              | 8,88                                     | 5                            |
| 2в  | Артилерійські склади                        | Вул. Лейтенанта Дніпрова (місцевість Раківка)       | 11,42                                    | 5                            |
| 3а  | Автомобільний ринок                         | Кохнівський хлібозавод (місцевість Велика Кохнівка) | 12,21                                    | 5                            |
| 3б  | Придніпровський ринок                       | Вул. Молодіжна                                      | 11,76                                    | 5                            |
| 3в  | Автомобільний ринок                         | Вул. Молодіжна                                      | 16,95 (прямий маршрут)/13,56 (обернений) |                              |
| 9   | Пров. Раскової                              | Вул. Академіка Герасимовича                         | 10,04                                    | 5                            |
| 10  | Центральний ринок                           | місцевість Млинки-Лашки                             | 9,94                                     | 3                            |
| 11  | Вул. Маршала Говорова                       | 297-й квартал                                       | 14,02                                    | 5                            |
| 13  | Виправна колонія 69                         | Вул. Перемоги                                       | 9,45                                     | 5                            |
| 14  | Вул. Мічуріна                               | Гранітний кар'єр                                    | 12,14                                    | 5                            |
| 15  | Річковий вокзал                             | Нафтопереробний завод                               | 15,53                                    | 5                            |
| 15б | Вул. Молодіжна                              | Річковий вокзал                                     | 16,12                                    | 5                            |
| 16  | Вул. Олексія Древаля                        | Вул. Коцюбинського                                  | 12,2                                     | 5                            |
| 16а | Вул. Олексія Древаля                        | Вул. Коцюбинського                                  | 12,25                                    | 5                            |
| 16б | Вул. Олексія Древаля                        | Вул. Молодіжна                                      | 12,16                                    | 5                            |
| 17  | Вул. Юрія Кондратюка                        | Вул. Молодіжна                                      | 17,39                                    | 5                            |
| 18  | Центральний ринок                           | Дитяча лікарня                                      | 9,88                                     | 5                            |
| 24  | Центральний ринок                           | с. Соснівка                                         | 8,88                                     | 3                            |
| 25  | Вул. Правобережна                           | Вул. Молодіжна                                      | 17,77                                    | 5                            |
| 28  | Вул. Мічуріна                               | Вул. Воїнів-Інтернаціоналістів                      | 16,94                                    | 5                            |
| 30  | Центр                                       | Вул. Миру                                           | 8,88                                     | 5                            |
| 231 | Автомобільний ринок                         | с. Піщане                                           | 13,57                                    | 5                            |